# Canyon Diablo (Meteorit)
Koordinaten: 35° 3′ 0″ N, 111° 2′ 0″ W
Der Meteorit Canyon Diablo ist ein Eisenmeteorit, der als Verursacher des berühmten Barringer-Kraters in Arizona gilt. Zahlreiche Fragmente des Meteoriten wurden in einem annähernd kreisförmigen Streufeld mit einem Durchmesser von etwa 15 km gefunden, in dessen Zentrum der Krater liegt.

## Forschungsgeschichte

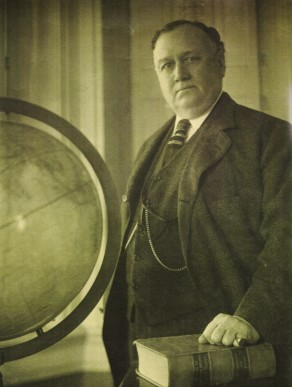
Daniel Moreau Barringer

Die erste wissenschaftliche Beschreibung der Meteoriten-Fragmente wurde 1891 vom US-amerikanischen Mineralogen Albert E. Foote veröffentlicht. Er erkannte die Eisenmassen richtig als Meteoriten und lieferte auch eine kurze Beschreibung des Kraters, den er jedoch nicht in Zusammenhang mit den Meteoriten-Fragmenten brachte. Foote hielt den Krater offenbar für vulkanischen Ursprungs, da er in dessen Umgebung jedoch keinerlei Anzeichen von Lava oder anderen vulkanischen Produkten finden konnte, wies er darauf hin, dass er nicht im Stande sei, die Entstehung des Kraters zu erklären.
Grove Karl Gilbert hatte unmittelbar nach Footes erstem Bericht über den Meteoriten zwar die Hypothese aufgestellt, dass der Krater durch den Einschlag eines sehr großen Meteoriten-Fragmentes entstanden war, gab diese Erklärung einige Jahre später jedoch wieder auf und hielt es für wahrscheinlicher, dass der Krater durch eine phreatische Explosion entstanden war.
Auch Daniel Moreau Barringer war der Einschlag-Hypothese gegenüber zunächst ebenfalls skeptisch, nachdem er im Oktober 1902 durch einen gewissen S. J. Holsinger davon erfahren hatte. Trotzdem war sein Interesse geweckt und bald darauf war er von der Richtigkeit der Hypothese überzeugt. In der Hoffnung am Grund des Kraters den vermuteten riesigen Hauptkörper des Meteoriten zu finden, erwarb er 1903 die Schürfrechte in dem Gebiet, wobei er Holsinger vorschickte und es zunächst vermied selbst vor Ort in Erscheinung zu treten. Barringer war in Arizona zu bekannt als erfolgreicher Bergbaufachmann, als dass er es riskieren wollte durch sein persönliches Auftreten mögliche Konkurrenten auf den Plan zu rufen.
Barringer ließ umgehend mit dem Abteufen von Suchschächten und Bohrungen beginnen. Zwei Jahre später hatte er, seiner Meinung nach, ausreichend Belege für die Einschlag-Hypothese gesammelt um seine Ergebnisse in einer Fachpublikation zu veröffentlichen. Die Arbeit enthielt zudem einen Bericht des renommierten Chemikers John William Mallet über die Platin- und Iridium-Gehalte des Meteoriten. 1910 folgte eine zweite Publikation, in der auch eine von Holsinger unterzeichnete Kartenskizze mit der Position einzelner Meteoritenfunde im Streufeld rund um den Krater veröffentlicht wurde. Zu diesem Zeitpunkt waren nach Barringers Angaben bereits mehrere Tausend Fragmente des Meteoriten aus dem Streufeld geborgen worden. Die Suche nach dem vermeintlichen Hauptkörper am Grund des Kraters blieb indes 26 Jahre lang erfolglos und endete erst 1929, als der Astronom Forest Ray Moulton in einem Gutachten darlegte, dass ein solcher Hauptkörper mit der von Barringer vermuteten Größe wahrscheinlich nicht existierte. Wenige Wochen nachdem ihn diese Nachricht erreicht hatte, starb Barringer an den Folgen eines Herzinfarkts.
Aufgrund der hohen Anzahl an Einzelfragmenten, Vagn Buchwald schätzte 1975 die Zahl auf „möglicherweise mehr als 20.000 Fragmente zwischen 50 g und 639 kg“, blieb der Canyon Diablo auch nachfolgend für die Wissenschaft von besonderem Interesse. Mittels Uran-Blei-Datierung an Troilit-Einschlüssen des Canyon Diablo wurde in den 1950ern von Friedrich Georg Houtermans und Clair Cameron Patterson erstmals auf das Alter der Erde von 4,55 Milliarden Jahren geschlossen. Das Verhältnis der beiden stabilen Schwefelisotope 34S/32S aus denselben Einschlüssen diente ab 1962 unter der Bezeichnung CDT-Standard (Canyon-Diablo-Troilit) als Referenzstandard für den δ34S-Wert. Der CDT-Standard wurde erst 1993 im Rahmen einer Konferenz der IAEA in Wien durch den besser definierten, hypothetischen V-CDT-Standard (Vienna-Canyon-Diablo-Troilit) ersetzt.

## Mineralogie, Geochemie und Klassifikation

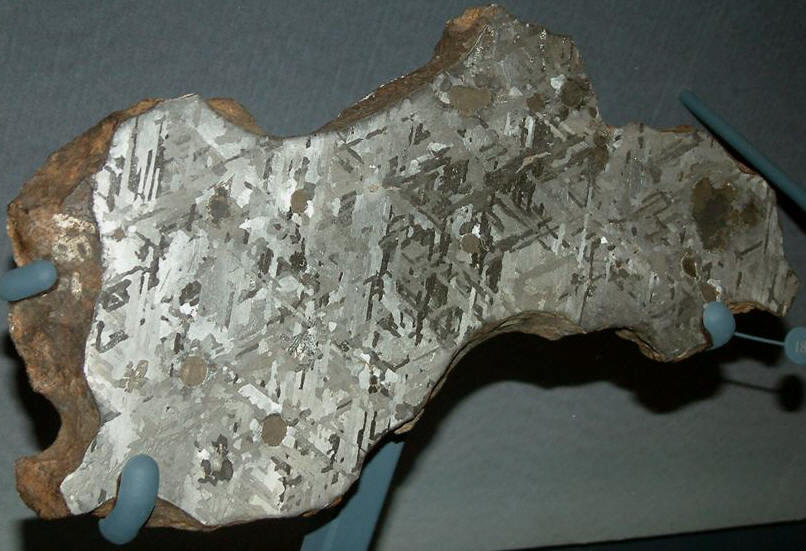
Widmanstätten-Struktur an einem polierten und angeätzten Anschliff

Die Grundmasse des Meteoriten besteht aus Kamacit und Taenit, die deutliche Widmanstättensche Strukturen bilden. Die Breite der Kamacit-Balken wird mit 2,0±0,5 mm, zuweilen auch größer, angegeben. Der Meteorit fällt damit in die Strukturklasse der groben Oktaedrite (Og). Die Widmanstättenschen Strukturen fehlen häufig bei jenen Fragmenten, die in unmittelbarer Nähe des Kraterrandes gefunden wurden, was darauf hinweist, dass diese Fragmente beim Einschlag einer höheren Temperatur ausgesetzt waren.
Akzessorien in dieser Grundmasse sind überwiegend Cohenit, Schreibersit und Troilit, wobei letzterer, oft zusammen mit Graphit, Knollen von Durchmessern bis zu 5 cm bilden kann. Eine Besonderheit des Canyon Diablo sind bis zu dm-große Knollen aus überwiegend Graphit, in der Regel ohne wesentliche Gehalte an Troilit, die mit septarienähnlichen Adern von metallischem Nickeleisen durchzogen sind. Die mineralogische Datenbank „mindat.org“ listet insgesamt 42 gültige Minerale, die in den Fragmenten des Canyon Diablo vorkommen.
Die Fragmente des Canyon Diablo gelten als Typlokalität der Minerale Krinovit, Lonsdaleit, Moissanit und, gemeinsam mit dem Toluca-Meteoriten, für das Mineral Haxonit.

### Chemische Zusammensetzung

#### Haupt- und Nebenelemente
| Anteil (%) | Element     |
| ---------- | ----------- |
| 90,2       | Eisen       |
| 07,1       | Nickel      |
| ~1         | Kohlenstoff |
| ~1         | Schwefel    |
| 00,46      | Kobalt      |
| 00,26      | Phosphor    |

#### Spurenelemente
Untenstehende Tabelle zeigt zwei Durchschnittsanalysen der Spurenelementgehalte des Canyon-Diablo-Meteoriten für Proben mit relativ hohen („Canyon Diablo H“) und relativ niedrigen („Canyon Diablo L“) Iridium-Gehalten. Nach dem Klassifikationsschema von Wasson & Kallemeyn, 2002 fällt der Canyon-Diablo-Meteorit dementsprechend in die Gruppe der IAB-Meteoriten und innerhalb dieser Gruppe in deren Hauptgruppe (MG; „main group“).
| Element   | Canyon Diablo H (ppm) | Canyon Diablo L (ppm) |
| --------- | --------------------- | --------------------- |
| Germanium | 323                   | 330                   |
| Kupfer    | 148                   | 150                   |
| Gallium   | 082,1                 | 083,0                 |
| Chrom     | 026                   | 024                   |
| Arsen     | 013,0                 | 013,0                 |
| Platin    | 006,1                 | 006,3                 |
| Iridium   | 002,42                | 002,19                |
| Gold      | 001,534               | 001,552               |
| Wolfram   | 001,06                | 001,07                |
| Antimon   | 000,296               | 000,308               |
| Rhenium   | 000,253               | 000,234               |

## Bemerkenswerte Einzelfragmente (Auswahl)

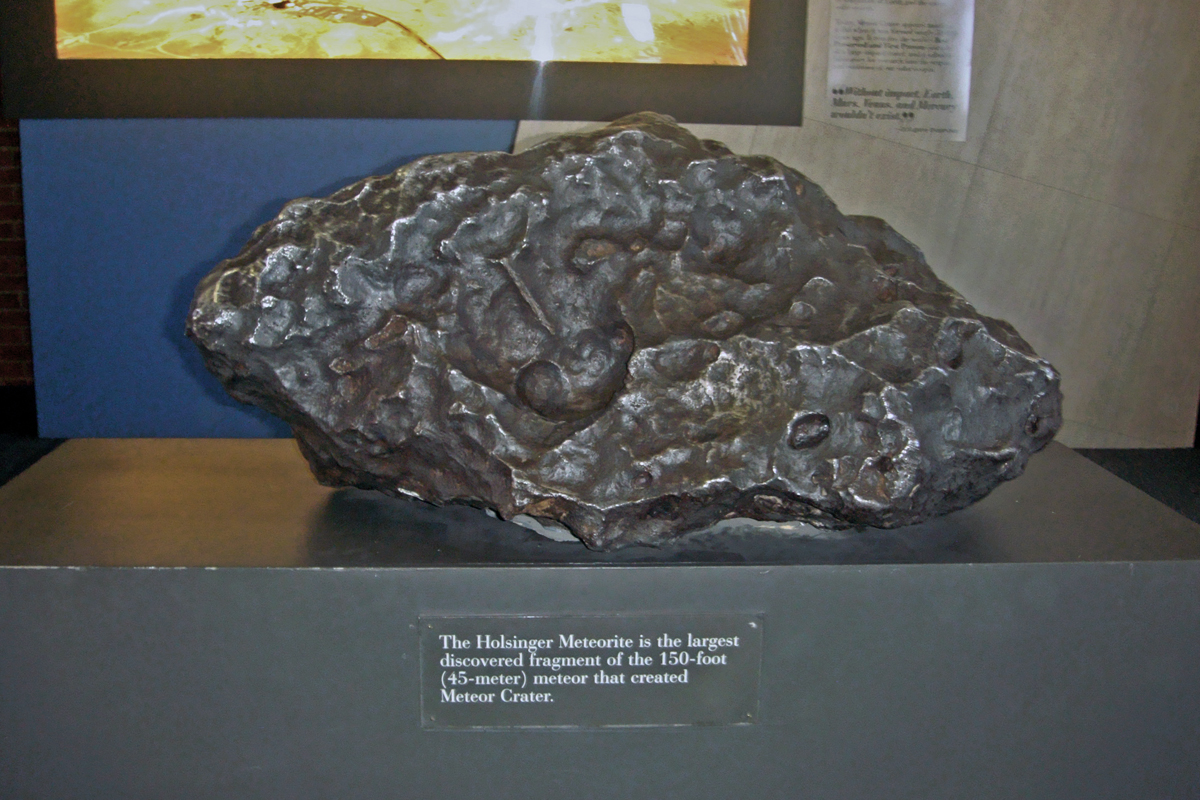
Das größte bekannte Fragment des Canyon Diablo

### „Holsinger Meteorit“
Das größte jemals gefundene Einzelfragment des Canyon Diablo hat eine Masse von 639 kg, bei maximalen Abmessungen von 90 × 70 × 35 cm. Es wurde bereits 1911 gefunden und wird heute im privat geführten Meteor Crater & Barringer Space Museum als „Holsinger Meteorit“ ausgestellt. Die Bezeichnung hat sich abseits des Museums jedoch kaum durchgesetzt und wird in der entsprechenden Fachliteratur nicht verwendet.

### Canyon Diablo (Ehrenberg)
Bereits 1862 hatte der deutsche Bergbauingenieur Hermann Ehrenberg in der Umgebung der heutigen Geisterstadt La Paz, etwa 300–350 km vom Barringer-Krater entfernt, einen Eisenmeteoriten gefunden, der in der Literatur zunächst als „Ehrenberg-Meteorit“ bekannt wurde. Erst mehr als ein Jahrhundert später zeigten chemische und strukturelle Analysen, dass es sich beim „Ehrenberg-Meteorit“ um ein Fragment des Canyon Diablo handelte, das auf unbekannten Wegen vom Streufeld um den Barringer-Krater an seinen späteren Fundort gelangt war. Der „Ehrenberg-Meteorit“ gilt damit als das Fragment des Canyon Diablo, das als erstes der Wissenschaft bekannt war.

### Canyon Diablo (Camp Verde)
Der Eisenmeteorit mit einer Masse von 61,5 kg wurde 1915 in den Ruinen eines Pueblos aus dem 11.–12. Jahrhundert, etwa 85 km südwestlich des Barringer-Kraters, gefunden und in den 1960er/70er-Jahren als Fragment des Canyon Diablo identifiziert. Das Fragment hat insofern auch kulturhistorische Bedeutung, da es, sorgsam in eine aus Federn gefertigte Decke gewickelt, in einer Steinkiste in einer Ecke des Pueblos gefunden wurde.

## Impaktereignis
Das Alter des Impaktereignises wurde mit mehreren, voneinander unabhängigen, Methoden (Thermolumineszenzdatierung, Radiokarbonmethode, 36Cl-Methode und Aluminium-Beryllium-Methode) übereinstimmend mit etwa 49.000 Jahren bestimmt, womit der Krater ein relativ geringes geologisches Alter aufweist. Der Krater hat einen Durchmesser von etwa 1,2 km, ist 170–200 Meter tief und von einem rund 40–50 Meter hohen Kraterwall umgeben.
Der zugehörige Meteoroid hatte beim Eintritt in die Erdatmosphäre eine geschätzte Masse von 4×108−1,2×109 kg, was einem kugelförmigen Körper mit einem Durchmesser von 46–66 Metern entsprechen würde. Beim Durchgang durch die Erdatmosphäre verlor er wahrscheinlich 30–70 % seiner Masse, hauptsächlich durch Ablation und starke Fragmentierung. Die Hauptmasse schlug als dicht gedrängter Schwarm aus größeren Fragmenten die Narbe des Barringer-Kraters in die Erdoberfläche, wobei sich die Einschlagsgeschwindigkeit mit etwa 15 km/s (~ 54.000 km/h) oder mehr abschätzen lässt. Kleinere Fragmente, die sich weit genug vom Schwarm der Hauptmasse entfernt hatten, bildeten als Einzelmeteorite das Streufeld rund um den Krater. Die Gesamtmasse an aus dem Streufeld aufgesammelten Eisenmeteoriten wird auf etwa 30 Tonnen geschätzt.
Neben den typischen Eisenmeteoriten tritt das Material des Canyon Diablo auch in Form sogenannter „Schrapnelle“ auf. Diese, meist kleinen, stark deformierten Fragmente, zeigen weder Regmaglypten noch die charakteristische Schmelzkruste der eigentlichen Eisenmeteoriten und sind vermutlich Bruchstücke der einschlagenden Hauptmasse, die bei der Bildung des Kraters, durch Spallation, von der Rückseite des Projektils abgesprengt und zusammen mit der Ejektadecke ausgeworfen wurden.
Als „metallische Sphäroide“ werden winzige Metallkügelchen mit einem Durchmesser von meist <1 mm bezeichnet. Sie sind im Vergleich zu den Canyon-Diablo-Eisenmeteoriten um den Faktor 2–3 an Nickel, Kobalt und Kupfer angereichert und entstanden vermutlich aus, beim Aufschlag, aufgeschmolzenen Material der Hauptmasse. Die Gesamtmasse der „metallischen Sphäroide“, die auf mindestens 107 kg geschätzt wurde, ist nicht gleichmäßig im Streufeld um den Krater verteilt, sondern hauptsächlich nordöstlich des Kraterrandes konzentriert, was als Hinweis auf eine Einschlagrichtung aus Südwest interpretiert wird.
Stark verwitterte, rundliche Massen aus meteoritischem Material, mit einem Durchmesser von bis zu 30 cm und teilweise einem noch erhaltenen Kern aus unverwittertem Nickeleisen, werden in der Literatur als „shale balls“ („Schieferkugeln“) bezeichnet. Der, im Vergleich zu den typischen Eisenmeteoriten des Canyon Diablo, deutlich höhere Verwitterungsgrad wird auf einen leichten Gehalt an Chlor zurückgeführt. In den typischen Eisenmeteoriten des Canyon Diablo lässt sich Chlor hingegen praktisch überhaupt nicht nachweisen.

## Herkunft
IAB-Meteoriten der Hauptgruppe (MG), wie etwa der Canyon Diablo, und der Untergruppen sLL („subgroup Low-Au/Low-Ni“; z. B. Toluca) sowie sLM („subgroup Low-Au/Medium-Ni“) stehen genetisch in Zusammenhang mit einer Gruppe primitiver Achondrite, die als Winonaite bezeichnet werden. Sie stammen vermutlich alle vom selben Mutterkörper, einem Planetesimal mit einem Durchmesser von mehr als 60 km. Der Mutterkörper war bereits etwa 1,4 Millionen Jahre (Ma) nachdem sich im abkühlenden protoplanetaren Nebel die ersten Kondensate (CAIs) gebildet hatten, entstanden. Das Planetesimal war groß genug, dass etwa 6 Ma nach Bildung der CAIs unter einer dünnen Kruste aus chondritischem Material eine Differentiation von Silikaten und metallischer Schmelze einsetzen konnte. Der Mutterkörper war allerdings nicht groß genug um eine vollständige Trennung in silikatischen Mantel und metallischen Kern zu ermöglichen. Etwa 10 Ma nach Bildung der CAIs begannen Teile der metallischen Schmelze noch innerhalb des Silikatmantels wieder zu erstarren.
Zwischen 10 und 14 Ma nach Bildung der CAIs wurde der ursprüngliche Mutterkörper von einem massiven Einschlag getroffen, der ihn weitgehend zertrümmerte. Die einzelnen Bruchstücke blieben jedoch gravitativ aneinander gebunden und formten ein neues Planetesimal mit stark heterogenem Aufbau. Wann dieses neu gebildete Planetesimal endgültig zerstört und der Meteoroid des Canyon Diablo freigesetzt wurde, ist noch unbekannt. Isotopenanalysen zeigen, dass der Canyon-Diablo-Meteoroid für etwa 545±40 Ma der Kosmischen Strahlung ausgesetzt war. Andere Mitglieder der genetischen Gruppe liefern hingegen zum Teil davon abweichende Werte.